# Eures Ribeiro Pereira
Eures Ribeiro Pereira (Bom Jesus da Lapa, 19 de novembro de 1973) é um político brasileiro, filiado ao Partido Social Democrático (PSD). Exerceu os cargos de prefeito de Bom Jesus da Lapa, no estado da Bahia, presidente da UPB (União dos Prefeitos/Municípios da Bahia) e vice-presidente da CNM (Confederação Nacional dos Municípios), secretário de Desenvolvimento Urbano do Estado da Bahia e deputado estadual na Bahia. Atualmente Eures é prefeito de Bom Jesus da Lapa indo para o seu terceiro mandato no município. 